# Kalejca
Kalejca (bułg. Калейца) – wieś w północnej Bułgarii, w obwodzie Łowecz, w gminie Trojan.

## Geografia
Miejscowość znajduje się 7 km od Trojanu i 35 km od Łoweczu, nad Komanską rzeką (dopływ Osymu).
Około 2 km od wsi znajduje się wodospad Łopusznica o wysokości 8 metrów.

## Galeria

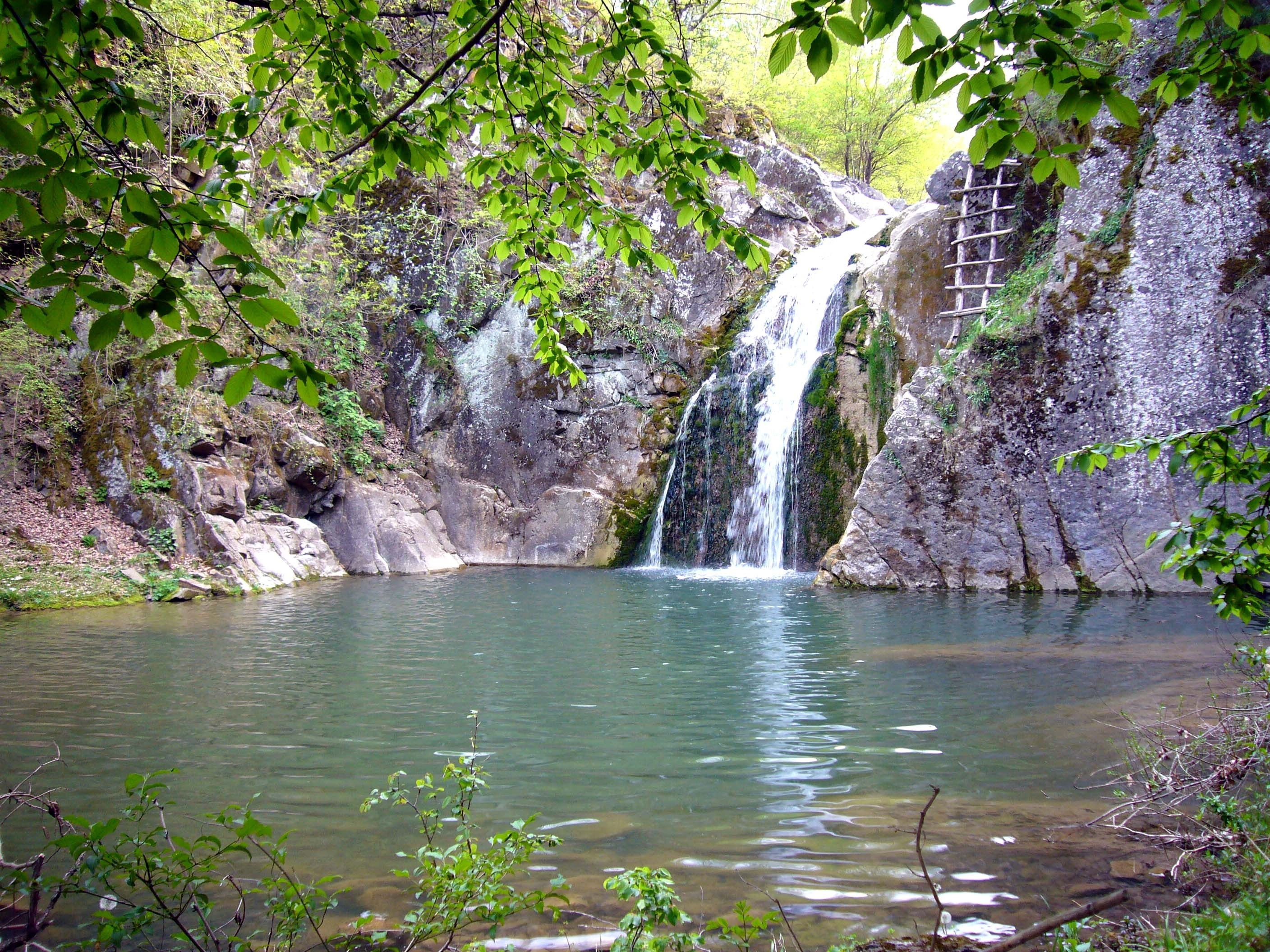
Wodospad Łopusznica
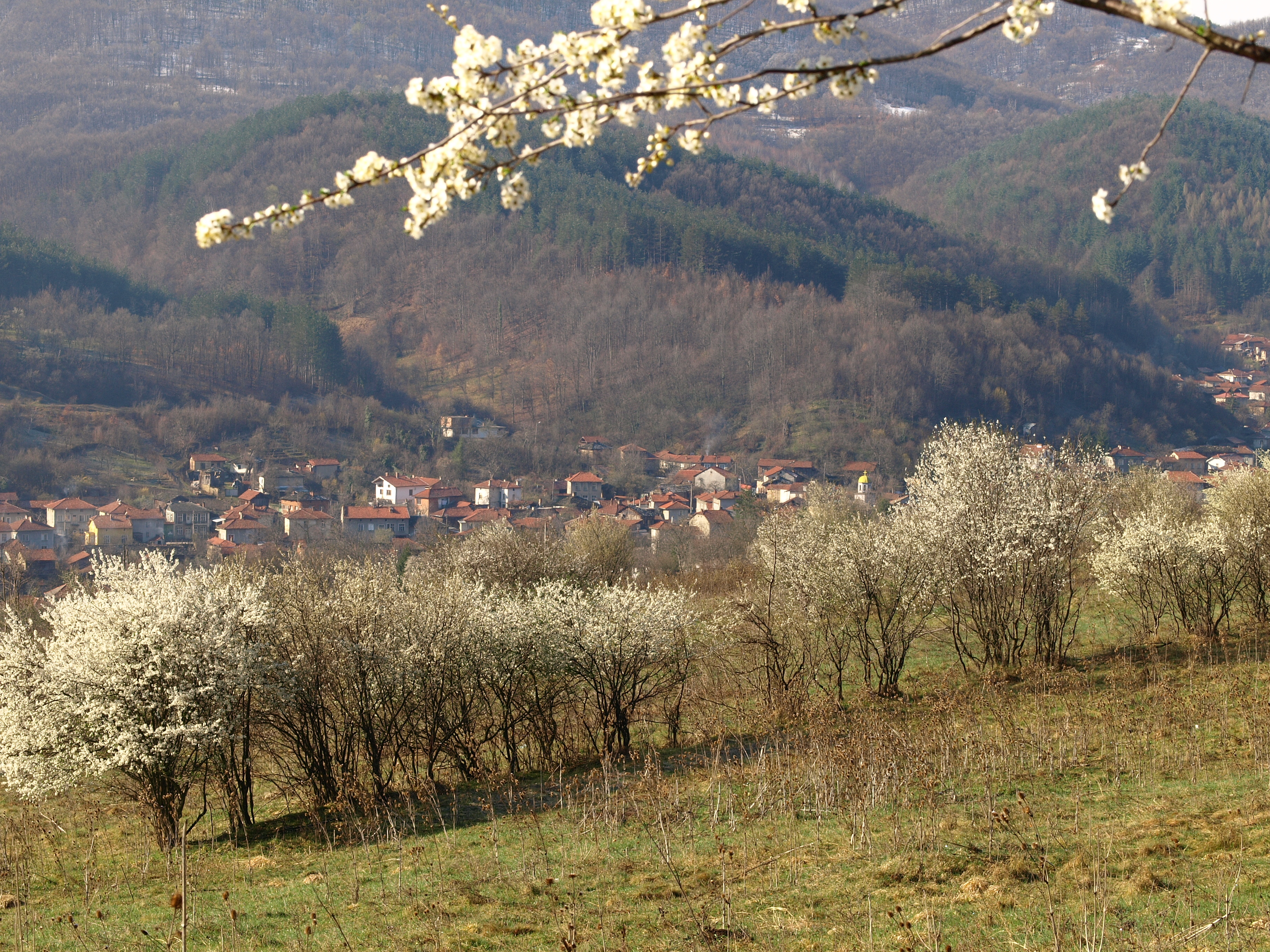
Obrzeża Kalejcy
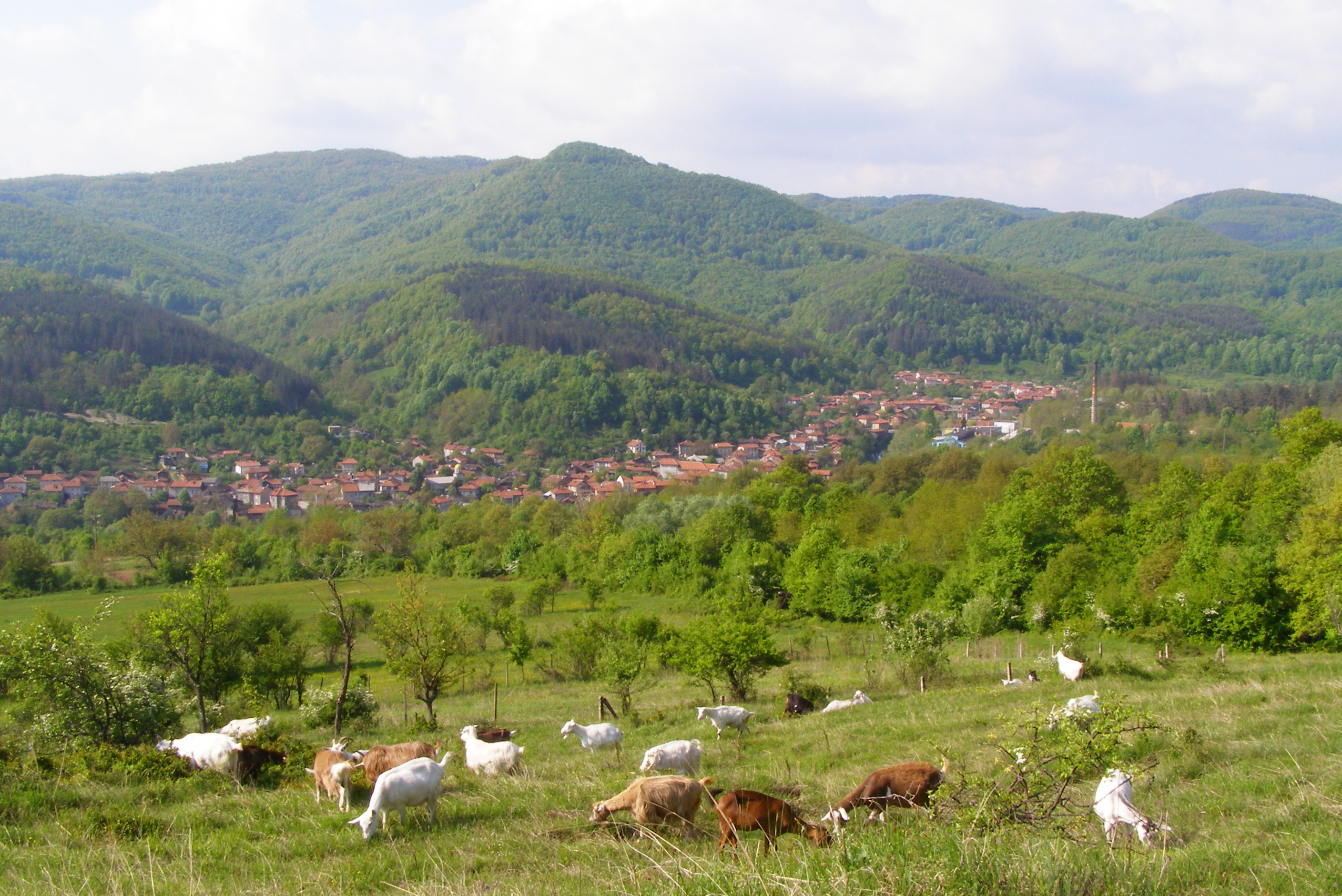
Stado kóz pasące się wśród szczytów otaczających wieś